# Soundtracks for the Blind
Soundtracks for the Blind là album phòng thu thứ mười của ban nhạc Swans, và là album cuối cùng của ban nhạc cho tới khi phát hành My Father Will Guide Me Up a Rope to the Sky (2010). Album được phát hành như một CD kép năm 1996, qua hãng đĩa Young God Records. Soundtracks for the Blind được sáng tác, như tiêu đề gợi ý, để trở thành "soundtrack cho một bộ phim không tồn tại", và là tác phẩm giàu sự đa dạng nhất của Swans.

## Thông tin
Các track trong Soundtracks for the Blind được thể hiện dưới nhiều phong cách âm nhạc khác nhau, từ kiểu âm nhạc tối giản mang tính gothic ("Empathy", "All Lined Up"), tới những nhạc phẩm theo đường lối của Glenn Branca ("Helpless Child"), musique concrète ("The Beautiful Days"), post-rock mà sau đó được phổ biến bởi Godspeed You! Black Emperor ("The Sound", "I Was a Prisoner in Your Skull"), nhạc dance điện tử ("Volcano"), nhạc ambient ("Surrogate Drone", "Red Velvet Corridor") và punk rock (track thu trực tiếp "Yum-Yab Killers").
"YRP" là phiên bản tái dựng của "Your Property" từ album Cop, còn "The Final Sacrifice" là phiên bản tái dựng của "One Small Sacrifice" từ Shame, Humility, Revenge của ban nhạc Skin (bản chất là spin-off của Swans).

## Danh sách nhạc khúc
Tất cả các ca khúc được viết bởi Michael Gira, trừ "Yum-Yab Killers", sáng tác bởi Jarboe và "Surrogate 2", sáng tác bởi cả Gira và Jarboe.
| Đĩa một (Silver) | Đĩa một (Silver)                 | Đĩa một (Silver) |
| STT              | Nhan đề                          | Thời lượng       |
| ---------------- | -------------------------------- | ---------------- |
| 1.               | "Red Velvet Corridor"            | 3:04             |
| 2.               | "I Was a Prisoner in Your Skull" | 6:39             |
| 3.               | "Helpless Child"                 | 15:47            |
| 4.               | "Live Through Me"                | 2:32             |
| 5.               | "Yum-Yab Killers"                | 5:07             |
| 6.               | "The Beautiful Days"             | 7:49             |
| 7.               | "Volcano"                        | 5:18             |
| 8.               | "Mellothumb"                     | 2:46             |
| 9.               | "All Lined Up"                   | 4:48             |
| 10.              | "Surrogate 2"                    | 1:52             |
| 11.              | "How They Suffer"                | 5:52             |
| 12.              | "Animus"                         | 10:41            |
| Tổng thời lượng: | Tổng thời lượng:                 | 72:06            |

| Đĩa hai (Copper) | Đĩa hai (Copper)                 | Đĩa hai (Copper) |
| STT              | Nhan đề                          | Thời lượng       |
| ---------------- | -------------------------------- | ---------------- |
| 1.               | "Red Velvet Wound"               | 2:02             |
| 2.               | "The Sound"                      | 13:11            |
| 3.               | "Her Mouth Is Filled with Honey" | 3:19             |
| 4.               | "Blood Section"                  | 2:39             |
| 5.               | "Hypogirl"                       | 2:44             |
| 6.               | "Minus Something"                | 4:14             |
| 7.               | "Empathy"                        | 6:45             |
| 8.               | "I Love You This Much"           | 7:23             |
| 9.               | "YRP"                            | 7:47             |
| 10.              | "Fan's Lament"                   | 1:28             |
| 11.              | "Secret Friends"                 | 3:08             |
| 12.              | "The Final Sacrifice"            | 10:27            |
| 13.              | "YRP 2"                          | 2:09             |
| 14.              | "Surrogate Drone"                | 2:06             |
| Tổng thời lượng: | Tổng thời lượng:                 | 69:31            |

## Thành phần tham gia
- Michael Gira - hát, guitar điện, guitar mộc, sample, âm thanh, loop
- Jarboe - hát, âm thanh, loop
- Joe Goldring - guitar bass, guitar điện
- Vudi - guitar điện, guitar mộc
- Larry Mullins - trống, bộ gõ, vibraphone
- Cris Force - viola (12, 21)
- Norman Westberg
- Clinton Steele
- Algis Kizys
- Bill Rieflin
- Christoph Hahn
- Larry Lame

## Tiếp nhận phê bình
| Đánh giá chuyên môn | Đánh giá chuyên môn |
| Nguồn đánh giá      | Nguồn đánh giá      |
| Nguồn               | Đánh giá            |
| ------------------- | ------------------- |
| AllMusic            | [ 1 ]               |
| Alternative Press   | [ 2 ]               |
| Sputnikmusic        | [ 3 ]               |
| Terrorizer          | [ 4 ]               |

Soundtracks for the Blind nhận được sự ca ngợi từ các nhà phê bình. Terrorizer viết, "Gira đã cẩn thận thu âm và sản xuất tác phẩm magnum opus với sự chú ý đến từng chi tiết. Trên tất cả, nó thật là phi thường". AllMusic gọi Soundtracks for the Blind là "album hay nhất [của Swans]".